# しもきたドーン
しもきたドーンは、東京都世田谷区北沢にある劇場。しもきたDAWNとも書かれる。
2017年4月に開館した。元フォークダンスDE成子坂の桶田敬太郎が中心となり作られた劇場である。ドーンは英語で夜明けの意味。
こけら落とし公演は河田キイチ（BOOMER）作・演出による「Hanauma〜聖者達のミステリーツアー〜」（2017年4月15日、16日）。